# 楯真由子
楯 真由子（たて まゆこ、1988年3月1日 - ）は、日本の女優、声優、歌手。別名、Mayuli（繭李、マユリ）。
東京都生まれ、北海道出身。堀越高等学校トレイトコース卒業。元トライストーン・エンタテイメント所属。現在はフリーランスで活動中。信州ガールズ業務提携。父は実業家の小達一雄、叔母は女優の夏目雅子、叔父はプロゴルファーの小達敏昭、従妹は宝塚歌劇団所属の風間柚乃。元キャンディーズの田中好子は継母にあたる。血液型O型。身長166cm。

## 略歴・人物
スイート・ベイジル会長など務めた実業家・小達一雄（女優の夏目雅子の実兄）と前妻との一人娘。父の再婚相手である元キャンディーズ・田中好子の継娘に当たる。父親は真由子の誕生にともない母親と入籍したが、翌年父親と田中の不倫報道により1990年に母親の実家に転居、両親は離婚。叔母の夏目は楯の生まれる以前に1985年9月11日に他界したために対面したことはないが、祖母からは内向的なところやちょっぴり「不思議ちゃん」なところが夏目とよく似ていると言われたという。継母の田中との対面は祖母の葬儀が初めてだったが、すぐに親しくなって、「私が芸能界のお母さんになってあげるね」と言う田中と2011年4月21日に他界するまでメールの交換を続けた。
幼少より継母・田中や夏目の前夫・伊集院静の現妻・篠ひろ子ら演劇関係者との交流から女優を志し、早くから子役としてテレビドラマを中心に出演。
両親の離婚に伴い2歳から北海道空知郡南富良野町の母の実家で育ち、4歳でピアノやバレエを習い始め、叔母・夏目雅子が出演する映画『瀬戸内少年野球団』や『魚影の群れ』を見て世界観のある叔母の演技に魅せられ「こういう芝居ができたら」と7歳で女優を志す。1997年、小学4年生の時に受けたオーディションで演出家の柴田岳志により見出され、NHK連続テレビ小説『あぐり』やドラマ『もうひとつの心臓』に出演し子役としてデビュー。演技力を評価され、中学進学を機に東映京都撮影所に活動拠点を移して時代劇に出演、東京（学校）と京都（芸能活動）との二重生活を送る。社会性のある作品に多く出演して同年代のアイドル系タレントとは一線を画した「演技派」と目され、時折見せる表情に漂う叔母・夏目雅子の面影から女優として将来を嘱望されたが、東京制作の現代劇に復帰した後、「夏目雅子の姪」であることなど公私におけるさまざまな重圧により精神的に追い詰められたことでパーソナリティ障害を発症、芸能活動から一時遠ざかることとなった。2010年頃、22歳で芸能界を事実上引退、1年ほどひきこもり生活を送る。23歳の時に一般人の男性と結婚し、1男をもうけるも1年で離婚。
その後、趣味だったゲーム、アニメ、サブカルチャーの世界に身を移し、アニソンバンドのヴォーカリストや秋葉原のライブカフェのメイドシンガーとしての活動を経て、歌を自らの表現手段の中心とすることを決意。その後、Mayuli（繭李、マユリ）名義で芸能活動を再開し、「表現よろず屋さん」と称して主に声を使った表現を中心に声優やゴシック系ブランドのコスプレイメージモデルなどさまざまな活動を展開する。2018年3月の月蝕歌劇団第102回公演 一騎人生劇場『男の星座』に梶一太役で主演して舞台に立ち女優にも復帰。歌手として2018年10月31日にファーストミニアルバム『摩訶摩瑜利』をリリースする。
趣味・特技は絵、歌、裁縫。

## 出演

### 映画
- 鉄道員（1999年） - 良子 役
- 待合室（2006年） - 木本晶子 役
- 包帯クラブ（2007年） - 入院している少女 役
- 僕の彼女はサイボーグ（2008年） - メイド 役

### テレビドラマ
- 連続テレビ小説 あぐり（1997年、NHK総合） - 望月和子 役
- もうひとつの心臓（1997年、NHK総合） - 奈緒子（幼少） 役
- 先生知らないの?（1998年、TBS） - 北条静 役
- 茂七の事件簿 新ふしぎ草紙（2002年、NHK総合） - おうめ 役
- 子連れ狼 第2部 第6話（2003年、テレビ朝日） - お松 役
- 八丁堀の七人 第4シリーズ - 第6シリーズ（2003年 - 2006年、テレビ朝日） - おやい 役
- 忠臣蔵（2004年、テレビ朝日） - おりん 役
- 野ブタ。をプロデュース（2005年、日本テレビ） - 木村愛里 役
- ギャルサー（2006年、日本テレビ） - マユ 役
- 水戸黄門第38部 第13話（2008年、TBS） - 津田美沙 役

### 舞台
- 月蝕歌劇団第102回公演 一騎人生劇場『男の星座』（2018年3月、ザムザ阿佐谷） - 主演・梶一太（梶原一騎）役[11]
- 笛井事務所番外公演 Trance（2018年5月、明石スタジオ）-人形役
- パン・プランニング公演 気まづいっ！心が痛くなるスケッチ集〜2019〜(2019年6月、築地ブディストホール)-町田重子役
- 「時空警察SIG-RAIDER（シグレイダー）彷徨 ～エトランジェ～」(2021年1月、シアターグリーン BIG TREE THEATER) レスタトス・アイン役[12]
- 舞台うしおととら（2022年8月、シアターサンモール） - 斗和子役

### ゲーム
- ワールドチェイン（2016年） - ペレネレ・フラメル 役　クシナダヒメ 役

## 作品

### ミニアルバム
- 摩訶摩瑜利（2018年10月31日、Marry Robin、BLCS-0001）[10][1]